# Алкей Мессенський
Алкей Мессенський (дав.-гр. Αλκαίος ο Μεσσήνιος; ? —після 196 до н. е.) — давньогрецький поет доби еллінізму.

## Життя та творчість
Походив з м. Мессена (Пелоппонеський півострів). Про його особисту діяльність майже нічого невідомо. Був прихильником Ахейського союзу. У своїх епіграмах виступав проти Македонії.
Розквіт творчості припадає на 219—196 роки до н. е. Найвідомішими є декілька епіграм Алкея, в яких він висміює Філіпа V, царя Македонії, після поразки того від римлян при Кіноскефалах 197 року до н. е. Усього з доробку Алкея відомо про 22 епіграми.